# 保田有希
保田 有希（やすだ ゆき、1981年1月17日 - ）は、テレビユー福島の元アナウンサー。

## 来歴
神奈川県出身。清泉女子大学文学部スペイン語学科卒業。
大学在学時には毎年秋に清泉祭で行われる『ミス清泉コンテスト』に出場し、2000年度の準ミスに選出された。学外ではセント・フォース所属のタレントとして活動し、東京アナウンスセミナーにも通っていた。
2003年10月に福島県へ移住した後、2004年3月にテレビユー福島に入社。元NHK長野放送局キャスターの茂木亜希子とともに同局のアナウンサーになる。
2005年3月にテレビユー福島を退社。

## 担当番組
- まるとく（テレビユー福島）[4]